# Golafrus oneili
Golafrus oneili är en insektsart som först beskrevs av Louis Albert Péringuey 1911.  Golafrus oneili ingår i släktet Golafrus och familjen myrlejonsländor. Inga underarter finns listade i Catalogue of Life.